# Rataje (Zlín)
Rataje (in tedesco Rattay) è un comune della Repubblica Ceca facente parte del distretto di Kroměříž, nella regione di Zlín.